# Halinów (Radom)
Halinów – dzielnica w południowo-zachodniej części Radomia, dawniej wieś.
Halinów zajmuje obszar ograniczony rzeką Cerekwianką, ul. Kielecką, rondem Łaskiego, ul. Maratońską, rzeką Mleczną, granicami działek, ul. Bulwarową, ul. Skrajną i granicami działek. W 2009 Halinów razem z Wośnikami liczył około 7 tys. mieszkańców. Osiedle, złożone z domów jednorodzinnych, powstało w latach 80. XX w. i wraz z Wośnikami stanowiło największe tego rodzaju osiedle zbudowane w Radomiu w tym czasie. W latach 1981–1993 przy ul. Długiej powstała stacja wodociągowa dla zaopatrzenia w wodę osiedla na Halinowie.